# Campephilus gayaquilensis
El picamaderos de Guayaquil (Campephilus gayaquilensis), también conocido como carpintero de Guayaquil, carpintero guayaquileño o pito de Guayaquil, es una especie de ave piciforme de la familia Picidae.
Habita en bosques secos y bosques húmedos de tierras bajas en Colombia, Ecuador y Perú. Está amenazada por la pérdida de hábitat.